# 切哈諾維茨
切哈諾維茨（Ciechanowiec）是位於波蘭波德拉謝省的一座小城。位於華沙東北130公里，比亞沃維耶扎原始森林以西約80公里。

## 外部連結
- Ciechanowiec Online （页面存档备份，存于）
- JewishGen Locality Page - Ciechanowiec, Poland from Museum of Jewish Heritage.

52°40′0″N 22°31′0″E / 52.66667°N 22.51667°E